# Општина Сату Маре (Харгита)
Сату Маре (рум.  — „Велико Село”, мађ. Máréfalva) општина је у Румунији у округу Харгита.
Oпштина се налази на надморској висини од 538 m.

## Становништво

### Хронологија
| Година       | 2004 | 2005 | 2006 | 2007 | 2008 | 2009 | 2010 | 2011 | 2012 | 2013 | 2014 | 2015 | 2016 | 2017 |
| ------------ | ---- | ---- | ---- | ---- | ---- | ---- | ---- | ---- | ---- | ---- | ---- | ---- | ---- | ---- |
| Становништво | 2041 | 2064 | 2065 | 2053 | 2069 | 2060 | 2065 | 2062 | 2073 | 2104 | 2102 | 2110 | 2120 | 2097 |